# Epigynopteryx fulvitincta
Epigynopteryx fulvitincta är en fjärilsart som beskrevs av Warren. Epigynopteryx fulvitincta ingår i släktet Epigynopteryx och familjen mätare. Inga underarter finns listade i Catalogue of Life.